# Kazimierz Bein
Kazimierz Bein (1872–1959) byl polský lékař (oftalmolog) a překladatel do esperanta známý pod pseudonymem Kabe. Bein je jedním z největších stylistů. Byl ředitelem a zakladatelem Oftalmologického centra v Polsku a amatérským fotografem. V roce 1911 náhle a bez komentářů ukončil všechny své aktivity související s esperantem a esperantským hnutím a věnoval se již pouze své oftalmologické práci. To dalo spolu s jeho jménem vznik slovesu kabei, užívaném mezi esperantisty pro popis takového jednání dodnes.

## Překlady do esperanta
- Fundo de l’ mizero od W. Sieroszewského
- La Faraono od B. Prusa
- La interrompita kanto od E. Orzeszkowé
- Pola Antologio
- Versaĵoj en prozo od Ivana Turgeněva
- Patroj kaj filoj od Ivana Turgeněva
- Elektitaj fabeloj od bratří Grimmů
- Internacia Krestomatio
- Unua legolibro
- La lasta od W. S. Reymonta

### Vlastní dílo
- Vortaro de Esperanto